# Groede Podium
Groede Podium (vroeger het Hertenkamp genoemd) is een bebost terreintje gelegen in de Proostpolder aan Catsweg 3, ten noorden van het dorp Groede, dat vroeger ook bekend stond als Het Vlaemsche Duyn. Het ligt anderhalve kilometer ten zuiden van de zeekust, hier gevormd door het Wielingen.

## Geschiedenis
Het terrein, dat opvallend gelegen is in het vlakke land, is ontstaan vanaf 1942. Toen werd een stuk landbouwgrond door de bezetter onteigend om er bunkers op te zetten die onderdeel uitmaakten van de Atlantikwall. Aldus ontstond het Stützpunkt Groede, bij de plaatselijke bevolking bekend als het bunkerdorp. In 1943 begon de bouw ervan.
Het betrof een elftal bunkers, die gegroepeerd lagen als betrof het een klein dorp, compleet met straten en grasperkjes. De bunkers werden gecamoufleerd als huisjes en kregen ook bijpassende namen als Villa Saarland en Villa Freundlich. Vriendelijk was het er echter niet, want er was een aanzienlijke hoeveelheid artillerie opgesteld.
Op 25 oktober 1944 viel het bunkerdorp in handen van de 7e Canadese Infanteriebrigade die aanvankelijk in de waan verkeerde een gehuchtje te hebben ingenomen.
De gemeente Groede en de Nederlandsche Heidemaatschappij hebben na de bevrijding op het terrein een hertenkamp aangelegd. De eerste herten werden geschonken door koningin Wilhelmina. De bunkers werden begraven onder een laag aarde, of ze werden allengs overwoekerd door struikgewas. Aldus ontstond een geaccidenteerd en parkachtig terrein.
Naast het hertenpark kwam er ook een hotel-restaurant, Het Vlaemsche Duyn geheten. Aldus werd het bunkerdorp omgevormd tot een recreatieterrein.

## Groede Podium
Omstreeks 2006 werd het terrein opnieuw ingericht en kreeg het de naam Groede Podium. Ook de bunkers kwamen weer tevoorschijn, inclusief de camouflageschilderingen. Er werden een informatiecentrum en een speeltuin gebouwd. Ook vinden er activiteiten plaats, die betrekking hebben op het streekeigen en de natuur. Het hertenkampje annex kinderboerderij wordt sindsdien verzorgd in het kader van een arbeidsrehabilitatieproject voor (ex-)psychiatrische patiënten.

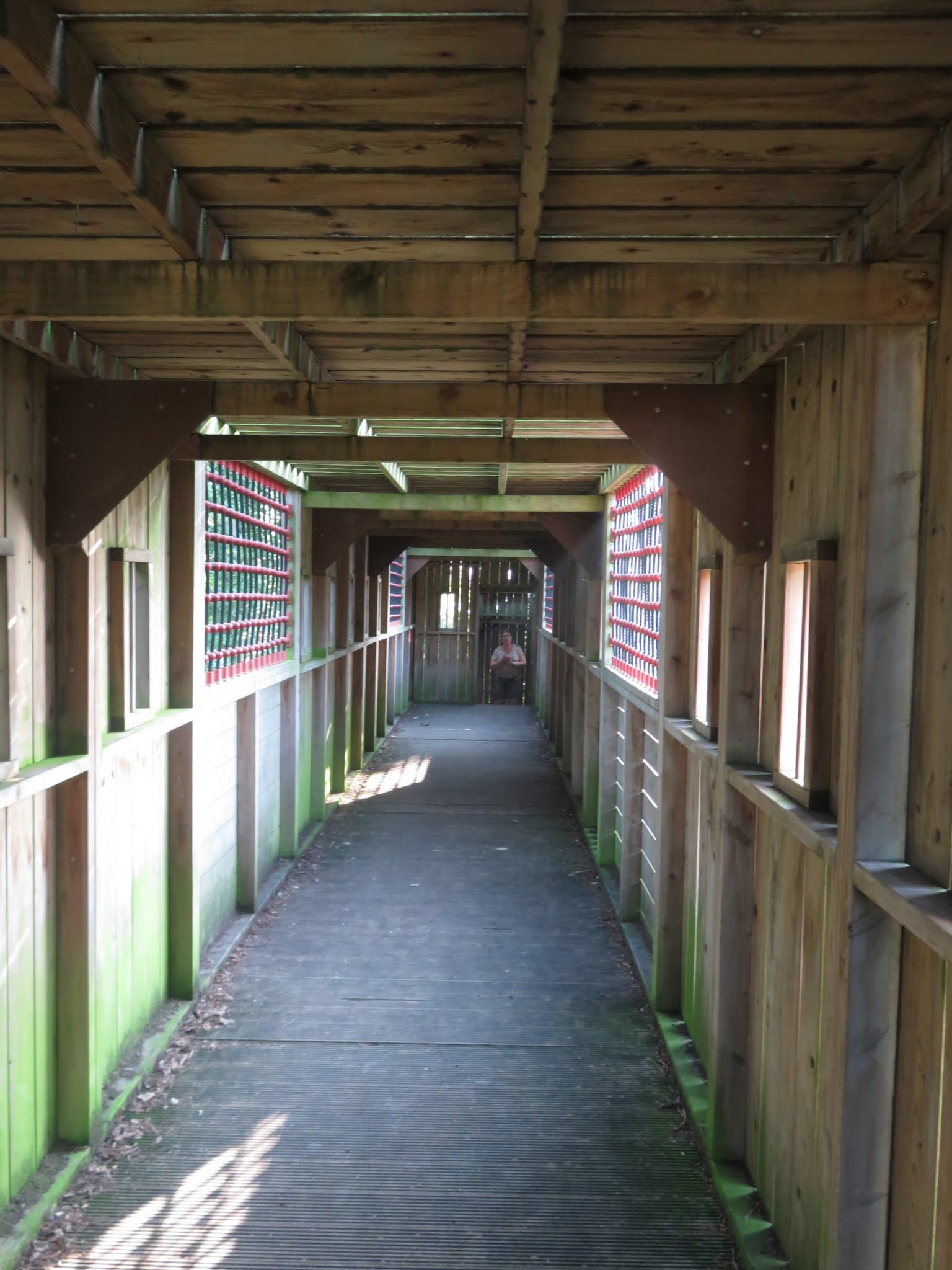
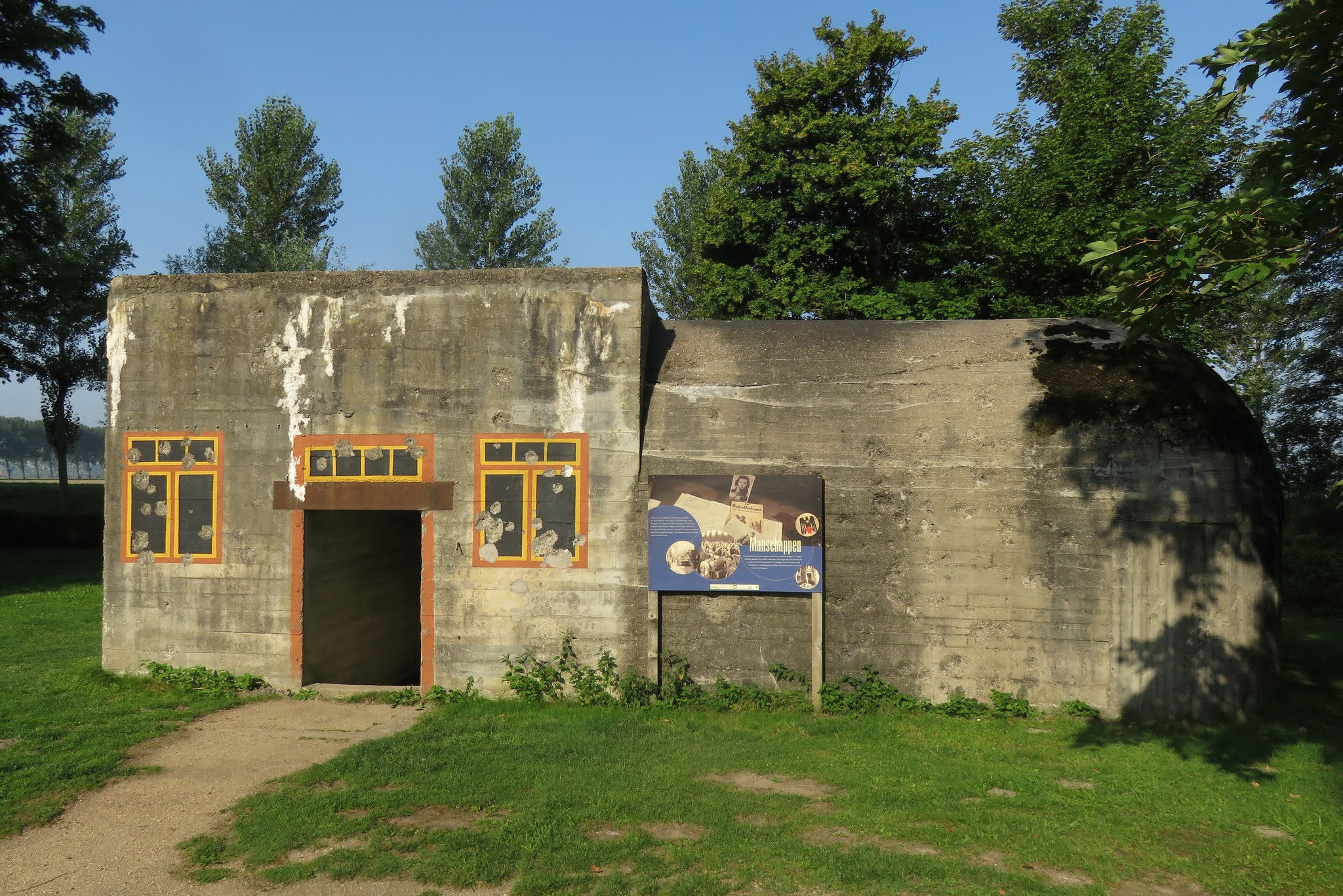
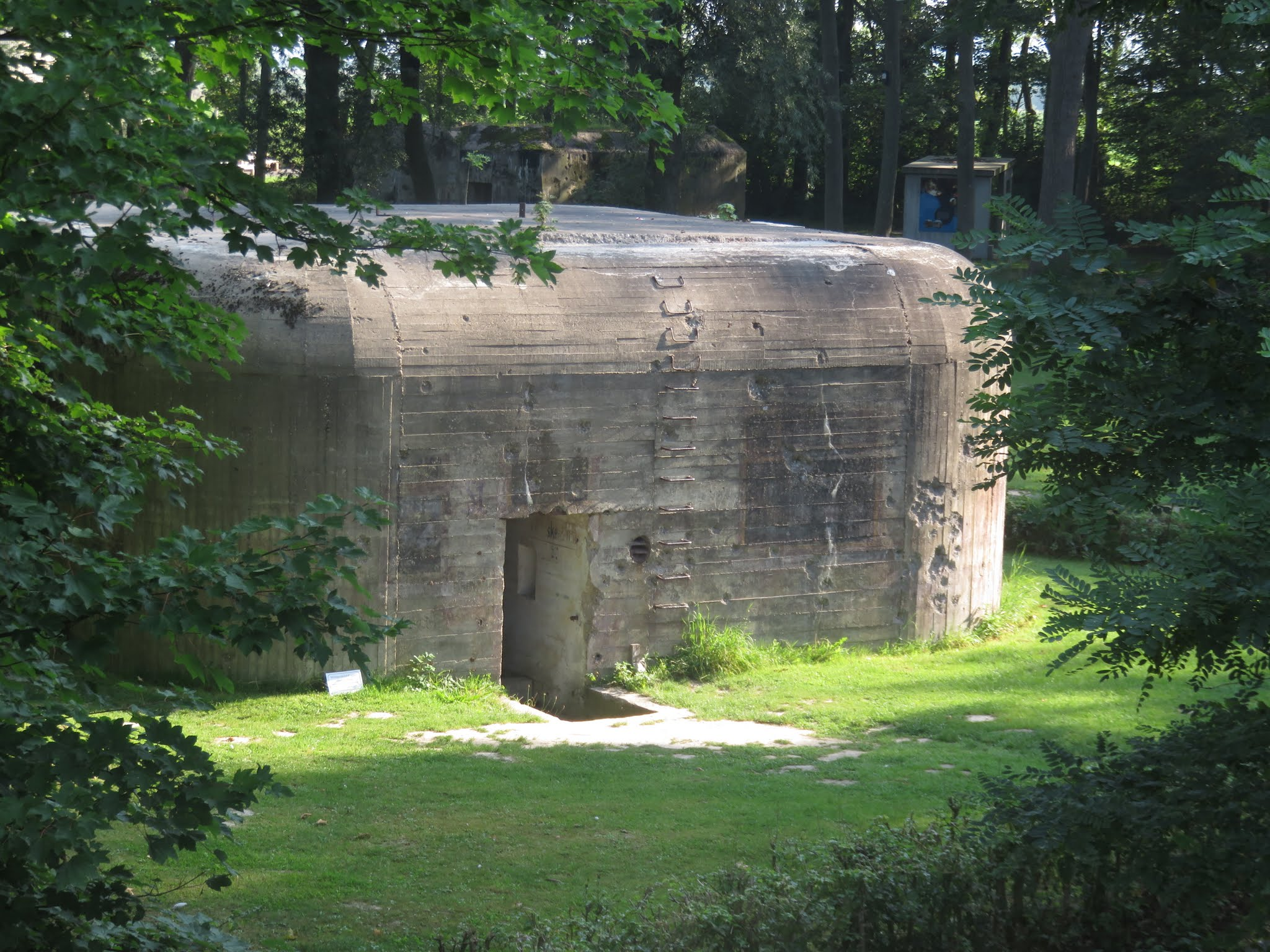
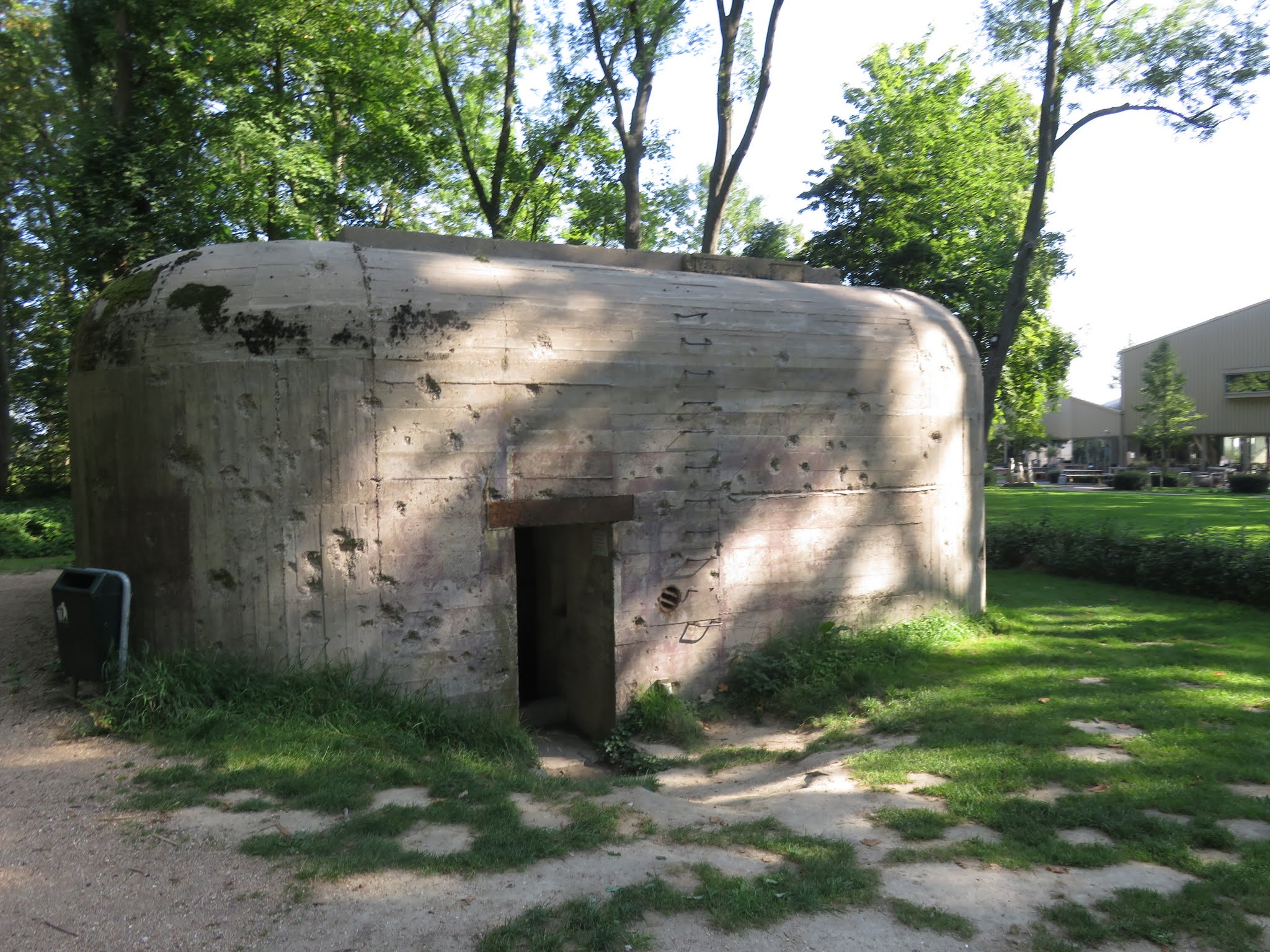

## Externe bron
- Groede Podium